# Herikhuizen
Herikhuizen is een voormalige boerderij in het bos van het Nationaal Park Veluwezoom in de gemeente Rheden in de Nederlandse provincie Gelderland.

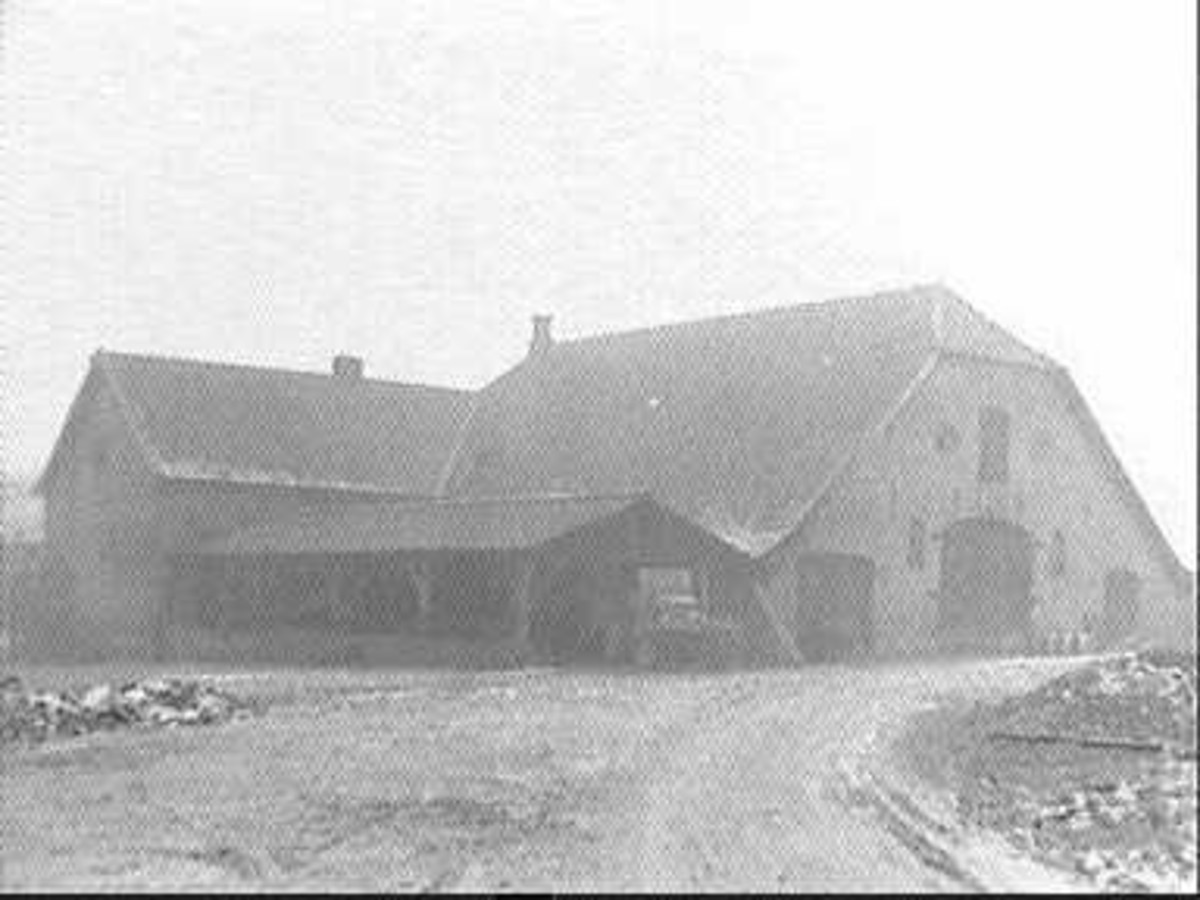
23 januari 1964

De boerderij was in gebruik sinds de 14e eeuw. Na beëindiging van het landbouwkundig gebruik werd de boerderij begin jaren negentig verlaten, en in 1999 door de eigenaar Natuurmonumenten omgevormd tot een ruïne ten behoeve van flora en fauna. Tegelijkertijd werd een wildobservatiepost gebouwd met zicht op de voormalige boerderij.
De boerderij Herikhuizen en haar bewoners spelen een hoofdrol in het bekende jeugdboek De kinderen van het achtste woud van Els Pelgrom. In het boek wordt de boerderij Klaphek genoemd wat incorrect is, Klaphek is in werkelijkheid een boerderij die enkele honderden meters ten zuiden van Herikhuizen ligt.